# Everblack
| Recensione | Giudizio |
| ---------- | -------- |
| AllMusic   |          |

Everblack è il sesto album discografico in studio del gruppo musicale metal statunitense dei The Black Dahlia Murder, pubblicato nel 2013.

## Tracce
Testi di Trevor Strnad.
1. In Hell Is Where She Waits for Me – 5:20
2. Goat of Departure – 3:52
3. Into the Everblack – 4:34
4. Raped in Hatred by Vines of Thorn – 4:33
5. Phantom Limb Masturbation – 5:10
6. Control – 3:26
7. Blood Mine – 3:26
8. Every Rope a Noose – 3:52
9. Their Beloved Absentee – 5:01
10. Map of Scars – 5:19

## Formazione
- Trevor Strnad - voce
- Brian Eschbach - chitarre
- Ryan Knight - chitarre
- Alan Cassidy - batteria
- Max Lavelle - basso